# Monomorium
Monomorium är ett släkte av myror. Monomorium ingår i familjen myror.

## Bildgalleri

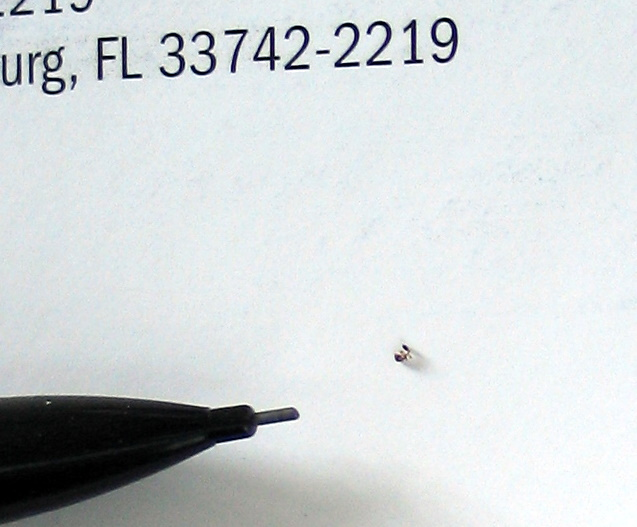
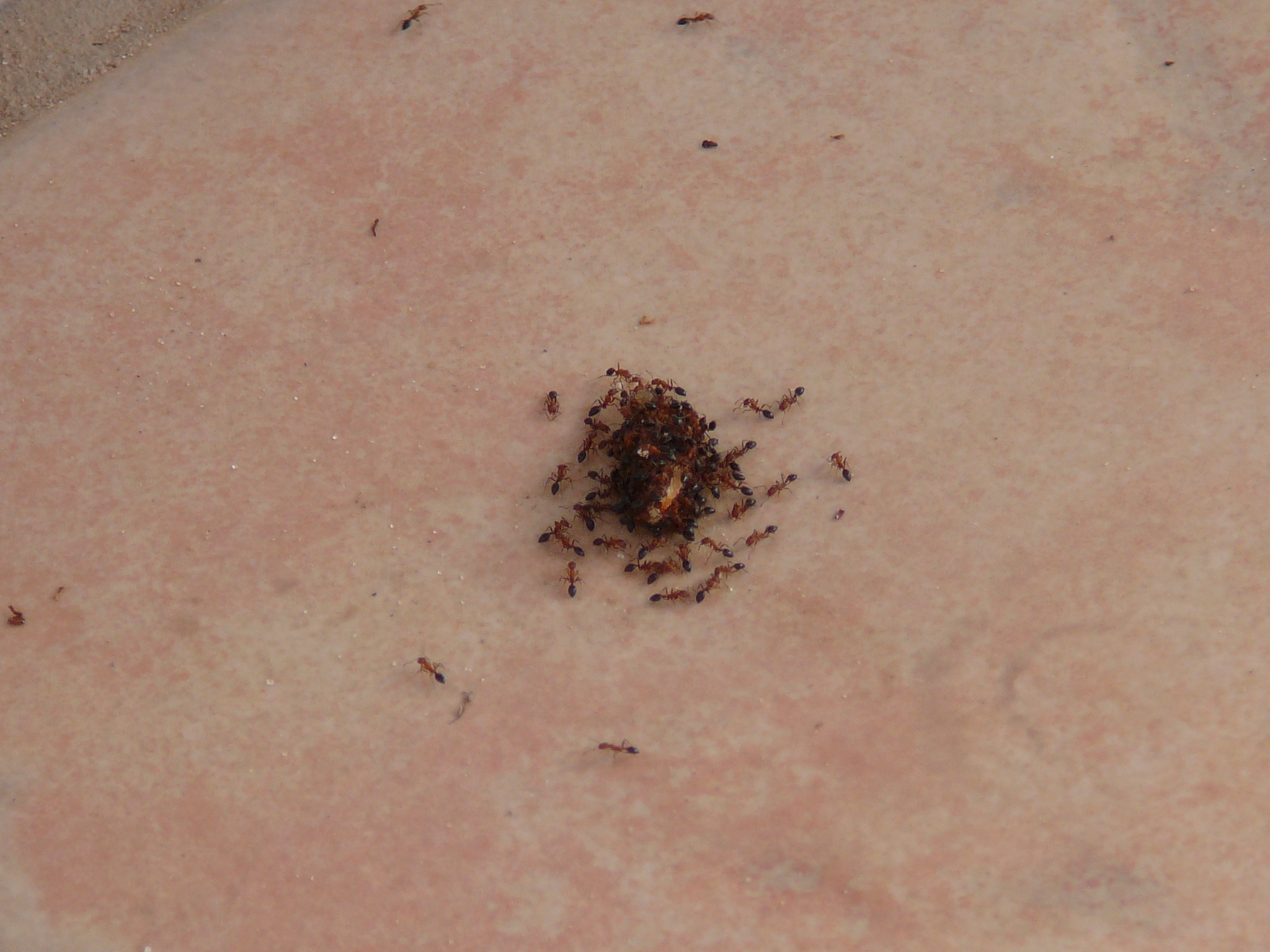

## Dottertaxa tillMonomorium, i alfabetisk ordning[1][2]
- Monomorium abeillei
- Monomorium aberrans
- Monomorium abyssinicum
- Monomorium advena
- Monomorium affabile
- Monomorium afrum
- Monomorium alamarum
- Monomorium albopilosum
- Monomorium algiricum
- Monomorium altinode
- Monomorium anceps
- Monomorium andrei
- Monomorium angustinode
- Monomorium annamense
- Monomorium antarcticum
- Monomorium antipodum
- Monomorium aper
- Monomorium arboreum
- Monomorium areniphilum
- Monomorium armstrongi
- Monomorium arnoldi
- Monomorium atomum
- Monomorium australe
- Monomorium australicum
- Monomorium baal
- Monomorium balathir
- Monomorium banksi
- Monomorium barbatulum
- Monomorium bequaerti
- Monomorium bevisi
- Monomorium bicolor
- Monomorium bicorne
- Monomorium bimaculatum
- Monomorium binatu
- Monomorium biroi
- Monomorium biroianum
- Monomorium bodenheimeri
- Monomorium boerorum
- Monomorium boltoni
- Monomorium borlei
- Monomorium brasiliense
- Monomorium braunsi
- Monomorium broomense
- Monomorium butteli
- Monomorium buxtoni
- Monomorium captator
- Monomorium carbo
- Monomorium carbonarium
- Monomorium centrale
- Monomorium chinense
- Monomorium chobauti
- Monomorium clavicorne
- Monomorium compressum
- Monomorium consternens
- Monomorium crawleyi
- Monomorium creticum
- Monomorium criniceps
- Monomorium croceiventre
- Monomorium cryptobium
- Monomorium cyaneum
- Monomorium dakarense
- Monomorium damarense
- Monomorium delagoense
- Monomorium demisum
- Monomorium dentigerum
- Monomorium destructor
- Monomorium dichroum
- Monomorium dictator
- Monomorium dilatatum
- Monomorium disertum
- Monomorium disoriente
- Monomorium dolatu
- Monomorium donisthorpei
- Monomorium drapenum
- Monomorium draxocum
- Monomorium ebangaense
- Monomorium ebeninum
- Monomorium edentatum
- Monomorium effractor
- Monomorium egens
- Monomorium elgonense
- Monomorium elongatum
- Monomorium emarginatum
- Monomorium emeryi
- Monomorium epinotale
- Monomorium ergatogyna
- Monomorium esharre
- Monomorium evansi
- Monomorium excelsior
- Monomorium excensurae
- Monomorium exchao
- Monomorium exiguum
- Monomorium falcatum
- Monomorium fasciatum
- Monomorium fastidium
- Monomorium fieldi
- Monomorium firmum
- Monomorium flavigaster
- Monomorium flavipes
- Monomorium flavum
- Monomorium floricola
- Monomorium forcipatum
- Monomorium foreli
- Monomorium fraterculum
- Monomorium fridae
- Monomorium fugelanum
- Monomorium gabrielense
- Monomorium gilberti
- Monomorium glabrum
- Monomorium grassei
- Monomorium guillarmodi
- Monomorium guineense
- Monomorium hanneli
- Monomorium hannonis
- Monomorium havilandi
- Monomorium hercules
- Monomorium herero
- Monomorium hesperium
- Monomorium hildebrandti
- Monomorium hirsutum
- Monomorium holothir
- Monomorium hospitum
- Monomorium howense
- Monomorium ilgii
- Monomorium ilium
- Monomorium imerinense
- Monomorium impexum
- Monomorium indicum
- Monomorium inquietum
- Monomorium inquilinum
- Monomorium insolescens
- Monomorium insulare
- Monomorium intrudens
- Monomorium invidium
- Monomorium iyenasu
- Monomorium jacksoni
- Monomorium jonesi
- Monomorium junodi
- Monomorium katir
- Monomorium kelapre
- Monomorium kempi
- Monomorium kiliani
- Monomorium kineti
- Monomorium kitectum
- Monomorium kugitangi
- Monomorium laeve
- Monomorium lameerei
- Monomorium latinode
- Monomorium latinodoides
- Monomorium leae
- Monomorium lene
- Monomorium leopoldinum
- Monomorium libanicum
- Monomorium liliuokalanii
- Monomorium lindbergi
- Monomorium longi
- Monomorium longiceps
- Monomorium longipes
- Monomorium lubricum
- Monomorium luisae
- Monomorium luteum
- Monomorium macareaveyi
- Monomorium macrops
- Monomorium madecassum
- Monomorium major
- Monomorium malamixtum
- Monomorium malatu
- Monomorium manir
- Monomorium mantazenum
- Monomorium marjoriae
- Monomorium marshi
- Monomorium mavide
- Monomorium mayri
- Monomorium mayrianum
- Monomorium medinae
- Monomorium mediocre
- Monomorium melleum
- Monomorium micron
- Monomorium micropacum
- Monomorium mictile
- Monomorium minimum
- Monomorium minor
- Monomorium mirandum
- Monomorium modestum
- Monomorium monomorium
- Monomorium musicum
- Monomorium muticum
- Monomorium nengraharicum
- Monomorium niloticum
- Monomorium nirvanum
- Monomorium nitidiventre
- Monomorium notulum
- Monomorium noualhieri
- Monomorium noxitum
- Monomorium nuptualis
- Monomorium occidaneum
- Monomorium occidentale
- Monomorium ocellatum
- Monomorium opacior
- Monomorium opacum
- Monomorium ophthalmicum
- Monomorium orangiae
- Monomorium orientale
- Monomorium oscaris
- Monomorium osiridis
- Monomorium pacis
- Monomorium pallidipes
- Monomorium pallidum
- Monomorium parvinode
- Monomorium paternum
- Monomorium pergandei
- Monomorium personatum
- Monomorium pharaonis
- Monomorium phoenicum
- Monomorium pilipes
- Monomorium pulchrum
- Monomorium rabirium
- Monomorium rastractum
- Monomorium rhopalocerum
- Monomorium robustior
- Monomorium rogeri
- Monomorium rosae
- Monomorium rothsteini
- Monomorium rotundatum
- Monomorium rubriceps
- Monomorium rufulum
- Monomorium ruzskyi
- Monomorium sagei
- Monomorium sahlbergi
- Monomorium sakalavum
- Monomorium salomonis
- Monomorium sanguinolentum
- Monomorium santschii
- Monomorium scabriceps
- Monomorium schultzei
- Monomorium schurri
- Monomorium sculpturatum
- Monomorium sechellense
- Monomorium senegalense
- Monomorium sersalatum
- Monomorium setuliferum
- Monomorium shilohense
- Monomorium shuckardi
- Monomorium silvestrii
- Monomorium smithii
- Monomorium sordidum
- Monomorium spatulicorne
- Monomorium spectrum
- Monomorium speluncarum
- Monomorium springvalense
- Monomorium sryetum
- Monomorium strangulatum
- Monomorium subapterum
- Monomorium subcoecum
- Monomorium subdentatum
- Monomorium subopacum
- Monomorium sutu
- Monomorium sydneyense
- Monomorium symmotu
- Monomorium syriacum
- Monomorium tablense
- Monomorium taedium
- Monomorium talbotae
- Monomorium talpa
- Monomorium tanysum
- Monomorium taprobanae
- Monomorium tchelichofi
- Monomorium termitarium
- Monomorium termitobium
- Monomorium thrascoleptum
- Monomorium torvicte
- Monomorium trageri
- Monomorium trake
- Monomorium tricolor
- Monomorium triviale
- Monomorium turneri
- Monomorium tynsorum
- Monomorium vaguum
- Monomorium valtinum
- Monomorium vatranum
- Monomorium vecte
- Monomorium venustum
- Monomorium westi
- Monomorium wheelerorum
- Monomorium whitei
- Monomorium viator
- Monomorium willowmorense
- Monomorium viride
- Monomorium vitiense
- Monomorium vonatu
- Monomorium wroughtoni
- Monomorium wroughtonianum
- Monomorium xanthognathum
- Monomorium zulu